# 20234 Billgibson
20234 Billgibson este un asteroid din centura principală de asteroizi.

## Descriere
20234 Billgibson este un asteroid din centura principală de asteroizi. A fost descoperit pe 6 ianuarie 1998 la Stația Anderson Mesa de Marc W. Buie. Asteroidul prezintă o orbită caracterizată de o semiaxă mare de 2,17 ua, o excentricitate de 0,06 și o înclinație de 0,5° în raport cu ecliptica.